# Нова Буковиця
Нова Буковиця (хорв. Nova Bukovica) — населений пункт і громада в Вировитицько-Подравській жупанії Хорватії.

## Населення
Населення громади за даними перепису 2011 року становило 1 771 осіб. Населення самого поселення становило 802 осіб.
Динаміка чисельності населення громади:
Динаміка чисельності населення центру громади:

## Населені пункти
Крім поселення Нова Буковиця, до громади також входять: 
- Бєлковаць
- Брезик
- Буковацький Антуноваць
- Добрович
- Доня Буковиця
- Горнє Вилєво
- Милєвці

## Клімат
Середня річна температура становить 11,05 °C, середня максимальна – 25,04 °C, а середня мінімальна – -5,38 °C. Середня річна кількість опадів – 750 мм.
| Клімат поселення                              | Клімат поселення | Клімат поселення | Клімат поселення | Клімат поселення | Клімат поселення | Клімат поселення | Клімат поселення | Клімат поселення | Клімат поселення | Клімат поселення | Клімат поселення | Клімат поселення | Клімат поселення |
| Показник                                      | Січ.             | Лют.             | Бер.             | Квіт.            | Трав.            | Черв.            | Лип.             | Серп.            | Вер.             | Жовт.            | Лист.            | Груд.            |                  |
| Середній максимум, °C                         | 6,29             | 8,07             | 12,61            | 16,83            | 21,92            | 25,04            | 24,51            | 23,99            | 19,98            | 14,83            | 9,20             | 5,01             |                  |
| Середня температура, °C                       | 0,46             | 2,24             | 6,78             | 11,00            | 16,09            | 19,20            | 21,07            | 20,55            | 16,54            | 11,38            | 5,75             | 1,57             |                  |
| Середній мінімум, °C                          | −5,38            | −3,6             | 0,95             | 5,17             | 10,26            | 13,38            | 17,62            | 17,10            | 13,10            | 7,94             | 2,31             | −1,87            |                  |
| Норма опадів, мм                              | 46               | 42               | 46               | 59               | 71               | 92               | 69               | 71               | 59               | 64               | 74               | 57               |                  |
| Середньомісячна швидкість вітру, м/с          | 2.19             | 2.43             | 2.71             | 2.62             | 2.34             | 2.20             | 2.10             | 1.90             | 1.94             | 2.00             | 2.14             | 2.22             |                  |
| Середньомісячна сонячна радіація, кДж/м²·день | 4149             | 6896             | 10789            | 15252            | 19332            | 21416            | 22229            | 20005            | 14777            | 9155             | 4715             | 3523             |                  |
| --------------------------------------------- | ---------------- | ---------------- | ---------------- | ---------------- | ---------------- | ---------------- | ---------------- | ---------------- | ---------------- | ---------------- | ---------------- | ---------------- | ---------------- |
| Джерело:                                      |                  |                  |                  |                  |                  |                  |                  |                  |                  |                  |                  |                  |                  |